# Alfred Blalock
Alfred Blalock (5 de abril de 1899 – 15 de setembro de 1964) foi um cirurgião norte-americano, mais conhecido por seu trabalho sobre o choque circulatório e sobre a tetralogia de Fallot – comumente conhecida como síndrome do “bebê azul”. Ele criou, com a ajuda de seu assistente de pesquisa e laboratório Vivien Thomas e da pediatra cardiologista Helen Taussig, a derivação Blalock–Thomas–Taussig, um procedimento cirúrgico para aliviar a cianose da tetralogia de Fallot. Essa operação marcou o início da era moderna da cirurgia cardíaca. Trabalhou tanto na Vanderbilt University quanto na Universidade Johns Hopkins, onde estudou medicina e mais tarde foi chefe de cirurgia. É reconhecido como um pioneiro da medicina que recebeu vários prêmios, incluindo o Prêmio Albert Lasker de Pesquisa Médica Clínica. Blalock também foi indicado várias vezes ao Prêmio Nobel de Medicina.

## Vida e educação inicial
Blalock nasceu em Culloden, Geórgia, filho de Martha “Mattie” (Davis) e George Zadock Blalock, um comerciante. Aos 14 anos, ingressou como sênior no Georgia Military College, uma escola preparatória para a Universidade da Geórgia.
Pouco depois, Blalock cursou a Universidade da Geórgia como aluno de segundo ano, pulando o primeiro. Na faculdade, envolveu-se intensamente na vida social e nos esportes, jogando tênis e golfe, sendo membro do Capítulo Delta da fraternidade Sigma Chi e secretário e tesoureiro de sua turma final.

### Formação em medicina
Após graduar-se com um A.B. em 1918, aos 19 anos, Blalock entrou na Johns Hopkins School of Medicine, onde dividiu quarto e iniciou uma longa amizade com Tinsley Harrison, que se especializaria em medicina cardiovascular. Em Hopkins, seu histórico não foi considerado “excepcional”, pois se formou perto do meio de sua turma. Mesmo assim, Blalock destacou-se nos cursos cirúrgicos enquanto estudante em Hopkins, o que o fez perceber que desejava ser cirurgião. Durante a faculdade, Blalock era conhecido pelos amigos e colegas como “namorador”, por suas frequentes visitas ao Goucher College, uma faculdade feminina nas proximidades.
Blalock concluiu seu curso de medicina em Johns Hopkins em 1922, esperando ser aceito em uma residência cirúrgica sob comando de William S. Halsted. Por isso, decidiu permanecer em Baltimore por três anos. No entanto, foi recusado na residência de cirurgia de Halsted devido ao seu desempenho acadêmico mediano. Em vez disso, Blalock optou por um internato em urologia, no qual teve um desempenho excepcional. Também completou um ano como assistente na clínica cirúrgica geral (mas seu contrato não foi renovado) e um estágio em otorrinolaringologia.

## Vanderbilt University School of Medicine
Em setembro de 1925, Blalock juntou-se a Tinsley Harrison na Vanderbilt University, em Nashville, para terminar sua residência com Barney Brooks, primeiro Professor e Chefe de Cirurgia da Faculdade de Medicina de Vanderbilt. Durante os anos em Vanderbilt, Blalock passou grande parte do tempo no laboratório de pesquisa cirúrgica, o que considerava um desafio empolgante. Em Vanderbilt, tornou-se interessado e começou a estudar a natureza e tratamento do choque hemorrágico e traumático. Em 1938, conduziu um experimento unindo a artéria subclávia esquerda à artéria pulmonar esquerda, com o intuito de induzir hipertensão pulmonar, mas sem sucesso. Fazendo pesquisas e principalmente experimentos em cães, Blalock descobriu que o choque cirúrgico resultava da perda de sangue, passando a encorajar o uso de plasma sanguíneo ou produtos de sangue integral para preveni-lo. Suas descobertas salvaram muitas vidas nos campos de batalha da Segunda Guerra Mundial. Infelizmente, Blalock sofreu vários episódios de tuberculose durante seus últimos anos em Vanderbilt.

### Trabalho com Vivien Thomas
Quando trabalhava em Vanderbilt, em 1930, Blalock acumulava muitas obrigações e não tinha tempo para o laboratório. Assim, procurou um novo assistente de laboratório confiável para executar todos os seus experimentos. Acabou contratando Vivien Thomas, um jovem carpinteiro negro, como assistente de laboratório. Embora o cargo oficial de Thomas fosse de zelador, ele exercia, na prática, a função de assistente. Para Blalock, Thomas rapidamente aprendeu a realizar procedimentos cirúrgicos, conduzir experimentos e registrar dados de pesquisa. À medida que se conheciam, Blalock concedeu a Thomas maior autonomia no laboratório, algo incomum, especialmente para um homem negro naquela época. Ambos conduziram experimentos relacionados a choque, débito cardíaco e desenvolveram técnicas como o transplante de rim no pescoço para remover a inervação e estudar a “hipertensão de Goldblatt”. Embora tenham estabelecido uma forte, porém desigual, parceria ao longo dos anos, esta foi em parte obscurecida pela relutância de Blalock em conceder todo o mérito das colaborações a Thomas.

## Johns Hopkins University School of Medicine
Em 1941, Blalock foi convidado a retornar ao Hospital Johns Hopkins para atuar como chefe de cirurgia, professor e diretor do departamento de cirurgia da faculdade de medicina. Ao receber a oferta, pediu que seu assistente Vivien Thomas o acompanhasse. Em Hopkins, ambos desenvolveram uma técnica de derivação para contornar a coarctação da aorta. Simultaneamente, a cardiologista Helen B. Taussig apresentou a Blalock o problema do bebê azul – um defeito cardíaco congênito chamado tetralogia de Fallot, resultando em oxigenação inadequada do sangue.

### A operação “bebê azul”
Em 1944, Blalock, ao lado de Thomas, realizou a primeira cirurgia do “bebê azul” em Eileen Saxon, um bebê de 15 meses. A operação obteve êxito, embora a criança tenha falecido alguns meses depois. Após esse pioneiro procedimento, Blalock dominou a técnica e a realizou em milhares de crianças, muitas vezes com Thomas ao seu lado. A nova cirurgia salvou diretamente milhares de vidas, e inaugurou a era moderna da cirurgia cardíaca, pois foi a primeira cirurgia bem-sucedida no coração em tempos modernos.
Nos anos seguintes em Hopkins, Blalock continuou pesquisando o coração e a cirurgia vascular. Em 1944, junto a Edwards Park, criou um método de derivação, e em 1948, com o cirurgião cardíaco Rollins Hanlon, desenvolveu uma técnica para vencer a transposição dos grandes vasos do coração.
Na década de 1950, Blalock já havia realizado mais de mil cirurgias para correção de defeitos cardíacos congênitos.

### Blalock como mentor
No ensino e na pesquisa, Blalock formou a nova geração de cirurgiões. Seus estudantes apreciavam sua capacidade singular de extrair o melhor deles. Como chefe de cirurgia em Hopkins, Blalock treinou 38 chefes de residência, além de 9 diretores de departamentos, 10 chefes de divisão e muitos outros. Muitos de seus alunos se tornaram cirurgiões cardiovasculares e chegaram a ocupar altos níveis na área. Seu colega e amigo de longa data Tinsley Harrison disse: “Um professor é aquele que tem capacidade de influenciar os horizontes de seus pupilos. Al fez isso durante toda a vida”.
Em 1955, Blalock tornou-se presidente do conselho médico do Hospital Johns Hopkins, ocupando o cargo até se aposentar em 1964. Ao se aposentar, recebeu os títulos de professor e cirurgião-chefe emérito.
Blalock aposentou-se de Hopkins em 1964, por problemas de saúde, cerca de dois meses e meio antes de falecer.

## Vida pessoal e morte
Em outubro de 1930, Blalock casou-se com Mary Chambers O’Bryan, que conhecera em Vanderbilt, onde ela trabalhava no setor de admissões. O casal teve três filhos: William Rice Blalock, Mary Elizabeth Blalock e Alfred Dandy Blalock. Viveram um casamento feliz por 28 anos, até ela falecer em 1958. Um ano depois, casou-se com Alice Waters, vizinha de longa data.
Blalock era conhecido por apreciar esportes e natureza. Gostava de tênis, golfe, pesca e navegação.
Nos últimos anos, enfrentou vários problemas de saúde, vindo a falecer em 1964 de câncer metastático de ureter (carcinoma urotelial do ureter).

## Prêmios e reconhecimento
Em 1955, Blalock foi eleito presidente do conselho médico do Hospital Johns Hopkins. Ao se aposentar em 1964, foi nomeado Professor Emérito de Cirurgia, além de Cirurgião-Chefe Emérito da Escola de Medicina de Hopkins e do Hospital Johns Hopkins.
Blalock publicou mais de 200 artigos, além de um livro intitulado Principles of Surgery, Shock and Other Problems. Também proferiu mais de 40 palestras honorárias e recebeu títulos honorários de nove universidades.
Ele também integrou 43 sociedades médicas dentro e fora dos Estados Unidos, incluindo a American Philosophical Society, a Academia Nacional de Ciências e a Royal Society of Medicine.
Em 1954, Blalock recebeu (com Robert Gross e Helen Taussig) o Prêmio Albert Lasker de Pesquisa Médica Clínica “por contribuições destacadas à cirurgia cardiovascular e ao conhecimento”.
Blalock recebeu ainda o título de Chevalier de la Légion d'honneur, o Prêmio Passano, o Prêmio Matas e a medalha Henry Jacob Bigelow.
O Edifício de Ciências Clínicas Alfred Blalock no Hospital Hopkins recebeu seu nome em sua homenagem.
Em 1948, recebeu o prêmio “Homem do Ano” de Baltimore.
Em 2012, uma variação de pinça foi descrita, denominada “pinça Blalock modificada” pelo prof. Francesco Petrella (Milão, Itália), para pinçar a artéria pulmonar durante ressecção de câncer de pulmão.

## Filmes sobre Blalock e Thomas
Em 2003, a série American Experience, da PBS, exibiu o documentário da Spark Media “Partners of the Heart”, sobre a colaboração de Blalock e Vivien Thomas em Vanderbilt e na Universidade Johns Hopkins. O documentário foi dirigido por Andrea Kalin e escrito por Kalin e Lou Potter, com reconstituições dirigidas por Bill Duke e narração de Morgan Freeman. “Partners of the Heart” ganhou o Prêmio Erik Barnouw de Melhor Documentário Histórico da Organização de Historiadores Americanos em 2004.
Em 2004, a HBO produziu Something the Lord Made, inspirado no artigo premiado de Katie McCabe, “Like Something the Lord Made”, da revista Washingtonian, sobre a parceria entre Blalock e Thomas. Alan Rickman interpretou Blalock, Mos Def fez o papel de Thomas, e Robert Cort foi o produtor. O filme recebeu três prêmios Emmy (Melhor Fotografia para Minissérie ou Filme, Melhor Edição de Imagem em Câmera Única para Minissérie, Filme ou Especial e Melhor Filme para TV).
Greg Germann interpretou Blalock em 2019 no especial de variedades Kevin Hart's Guide to Black History, da Netflix, um guia da história afro-americana com dramatizações em ambiente de sitcom familiar e arquivos de filmagens.